# Michaela Pochabová
Michaela Pochabová [ˈmixaela ˈpɔxabɔʋaː] (* 17. Oktober 1989) ist eine ehemalige slowakische Tennisspielerin.

## Karriere
Im Jahr 2006 debütierte Michaela Pochabová auf dem ITF Women’s Circuit mit einer Wildcard beim ITF-$10.000-Turnier in der slowakischen Hauptstadt Bratislava, wo sie an der Qualifikation teilnehmen durfte und die Qualifikation für das Hauptfeld verpasste. Ein Jahr später konnte Michaela Pochabová ihre ersten Erfolge auf der Tour feiern. Beim ITF-$10.000-Turnier in der polnischen Stadt Kędzierzyn-Koźle konnte sie gemeinsam mit ihrer Landsfrau Patrícia Verešová das Finale im Doppel erreichen und besiegten dort am 8. September 2007 das polnische Duo bestehend aus Olga Brózda und Sylwia Zagórska. Etwa zwei Monate später erreichte sie auch im Einzel beim ITF-$10.000-Turnier in der italienischen Gemeinde Castel Gandolfo das Finale und besiegte dort am 7. Oktober 2007 die Deutsche Anne Schäfer. Im darauffolgende Jahr feierte sie ihren größten Erfolg, als sie beim ITF-$25.000-Turnier in der italienischen Gemeinde Lecce gemeinsam mit ihrer Landsfrau Klaudia Boczová das Finale erreichen konnte und dort am 27. September 2008 das italienische Duo bestehend aus Stefania Chieppa und Giulia Gabba besiegten.
Bei den GDF SUEZ Grand Prix 2009 gab Michaela Pochabová ihr Debüt auf der WTA Tour. In der Qualifikation zum Turnier in der ungarischen Hauptstadt Budapest unterlag sie in der entscheidenden dritten Runde knapp der Kanadierin Sharon Fichman. Bei der Austragung des Turniers ein Jahr später konnte sie sich über die Qualifikation für das Hauptfeld qualifizieren und schied dort in der ersten Runde gegen die Österreicherin Yvonne Meusburger aus. Im selben Jahr gewann sie ihr drittes und letztes ITF-Turnier im Einzel, als sie am 29. August 2010 beim ITF-$10.000-Turnier in der tschechischen Hauptstadt Prag die Tschechin Lucie Kriegsmannová besiegte. Drei Jahre später hatte sie zudem ihren fünften und letzten ITF-Turnier-Sieg im Doppel, als sie mit ihrer Landsfrau Rebecca Šramková beim ITF Wien der Kategorie $10.000 am 11. August 2013 das Finale gegen das japanische Duo bestehend aus Hiroko Kuwata und Hirono Watanabe gewann. Bei der Austragung des Turniers ein Jahr später absolvierte sie ihr letztes ITF-Turnier ihrer Karriere und schied dabei in der ersten Runde gegen die Kroatin Jana Fett aus.
Bereits während ihrer Profikarriere als auch danach spielte Michaela Pochabová Tennis im Verein. So spielte sie zwischen 2009 und 2011 sowie im Jahr 2013 für den TC Augsburg Siebentisch in der 2. Bundesliga in Deutschland. Seit 2015 ist sie für den ATSV Steyr Tennis in der österreichischen 2. Bundesliga aktiv. Davor spielte sie zudem auch für UTC La Ville in Österreich.

## Turniersiege

### Einzel
| Nr. | Datum           | Turnier         | Kategorie   | Belag | Opponent            | Score         |
| --- | --------------- | --------------- | ----------- | ----- | ------------------- | ------------- |
| 1.  | 7. Oktober 2007 | Castel Gandolfo | ITF $10.000 | Sand  | Anne Schäfer        | 6:1, 4:6, 6:4 |
| 2.  | 14. März 2010   | Antalya         | ITF $10.000 | Sand  | Evelyn Mayr         | 6:1, 7:5      |
| 3.  | 29. August 2010 | Prag            | ITF $10.000 | Sand  | Lucie Kriegsmannová | 7:5, 7:5      |

### Doppel
| Nr. | Datum              | Turnier          | Kategorie   | Kategorie | Partner           | Opponents                        | Score    |
| --- | ------------------ | ---------------- | ----------- | --------- | ----------------- | -------------------------------- | -------- |
| 1.  | 8. September 2007  | Kędzierzyn-Koźle | ITF $10.000 | Sand      | Patrícia Verešová | Olga Brózda Sylwia Zagórska      | 6:2, 6:4 |
| 2.  | 27. September 2008 | Lecce            | ITF $25.000 | Sand      | Klaudia Boczová   | Stefania Chieppa Giulia Gabba    | 6:4, 6:1 |
| 3.  | 6. März 2010       | Antalya          | ITF $10.000 | Sand      | Romana Tabák      | Diana Marcu Simona-Iulia Matei   | 6:1, 6:1 |
| 4.  | 12. August 2012    | Piešťany         | ITF $10.000 | Sand      | Karin Morgošová   | Simona Dobrá Lucie Kriegsmannová | 6:3, 6:2 |
| 5.  | 9. August 2013     | Wien             | ITF $10.000 | Sand      | Rebecca Šramková  | Hiroko Kuwata Hirono Watanabe    | 7:5, 6:2 |